# 基督的新妇
基督的新妇是对教会的隐喻说法，耶稣以此表明基督徒与他之间的关系如同一个婚约，指向将来的婚礼，在世界末日后，那时基督徒将要与耶稣在天堂联合。这种观点立足于耶稣不仅是一个人，而且确实是上帝的化身，蒙拯救的人在来生将与耶稣永远在天堂同住。
这种观点起源于旧约先知，他们把以色列人描述成上帝的新妇，例如在《以赛亚书》54:5。在新约中，以色列民的比喻转借为基督与教会之间的关系，例如启示录21章。
在天主教会中，教会作为基督的新妇的比喻借用到修女和守贞处女 。澳大利亚1991年电视连续剧《基督的新妇》也使用这个题目。对于有些妇女，这个比喻更多地描绘了个人与耶稣之间的关系，例如Anne Catherine Emmerich、Joanna Southcott、Gertrude Morgan、Åsa Waldau。
大部分基督教神学家认为基督的新妇是教会的隐喻说法，强调耶稣是神，远超过人类有限的理解能力以外，人与神之间的所有关系只能通过暗示，用任何世俗的词汇来描绘都显得贫乏。新妇和新郎的角色可以表达信徒与神之间关系的一个方面，证明上帝爱人的强度，以及他对拣选他者永远的承诺，人与神之间关系的许多其他方面无法用这个隐喻（或任何人类概念）来描述。
不过，也有人教导说要更加从字面上理解这个术语。保罗在以弗所书中劝告男人爱他们的妻子，如同基督爱教会。随后他又引用创世纪2章24节：男人要离开父母，与妻子结合，成为一体。保罗称此为男人与女人的奥秘的婚姻是信徒与耶稣关系的深度的预先尝试。这种爱超过人类的知识（以弗所书3:18）。